# Льюис, Дэйв
Дэйв Родни Льюис (англ. Dave Rodney Lewis; 3 июля 1953, Саскачеван, Канада) — бывший канадский хоккеист, ныне — тренер.

## Карьера

### Хоккеист
В качестве защитника провел более 1000 матчей в НХЛ за клубы «Нью-Йорк Айлендерс», «Лос-Анджелес Кингз», «Нью-Джерси Девилз» и «Детройт Ред Уингз». В последней команде Льюис завершил свою карьеру. В последние годы он выполнял роль играющего тренера клуба.

### Тренер
Канадец 15 лет был помощником в «Детройт Ред Уингз». Долгие годы Льюис работал вместе со Скотти Боумэном, с которым он трижды побеждал в розыгрыше Кубка Стенли. После завершения тренерской карьеры известного специалиста, Льюис самостоятельно возглавил «Красные крылья». С ними он проработал три сезона. За это время «Детройт Ред Уингз» выигрывал Президентский кубок, но проваливался в плей-офф Кубка Стенли.
В сезоне 2005/06 Льюис работал главным тренером клуба «Бостон Брюинз». Позднее он входил в тренерские штабы «Лос-Анджелес Кингз» и «Каролина Харрикейнз», а также трудился в сборной Белоруссии и Украины.
В 2014 году канадец был назначен главным тренером сборной Белоруссии. На первом же Чемпионате мира ему удалось вывести команду в 1/4 финала. Однако затем результаты сборной стали ухудшаться. В мае 2018 года на Чемпионате мира в Дании крупно проиграв три стартовых матча Дэйв Льюис был отправлен в отставку со своего поста по ходу турнира.

## Достижения

### Тренера
- Обладатель Президентского Кубка (1): 2003/04

### Ассистента
- Обладатель Кубка Стэнли (3): 1996/97, 1997/98, 2001/02
- Обладатель Президентского Кубка (3): 1994/95, 1995/96, 2001/02